# Padajoči človek
Padajoči človek je fotografija, ki jo je posnel fotograf Richard Drew za Associated Press in prikazuje moškega, ki pada iz Svetovnega trgovinskega centra med napadi 11. septembra 2001 v New Yorku. Subjekt na sliki je bil ujet v zgornjih nadstropjih Severnega stolpa in je bodisi padel v iskanju varnosti, bodisi skočil, da bi ušel ognju in dimu. Fotografija je bila posneta ob 9:41:15 uri, na dan napadov.
Fotografija daje vtis, da moški pada naravnost navzdol; vendar serija fotografij njegovega padca kaže, da potuje po zraku. Fotograf je ugotovil, da je v vsaj dveh primerih slika naletela na vrsto kritik časopisnih bralcev, saj se jim je zdela slika "pretresljiva".